# فهرست آتشفشان‌های السالوادور
فهرست آتشفشان‌های السالوادور و اطلاعات مربوط به آنها در جدول زیر آمده است:
| نام آتشفشان    | ارتفاع به متر | آخرین فوران | نگاره |
| -------------- | ------------- | ----------- | ----- |
| رشته‌کوه آپانکا | ۲۰۳۶          | نامعلوم     |       |
| ایلوپانگو      | ۴۵۰           | ۱۸۸۰        |       |
| ایسالکو        | ۱۹۵۰          | ۱۹۶۶        |       |
| اوسولوتان      | ۱۴۴۹          | نامعلوم     |       |
| تابورته        | ۱۱۷۲          | نامعلوم     |       |
| تکاپا          | ۱۵۹۳          | نامعلوم     |       |
| چینگو          | ۱۷۷۵          | نامعلوم     |       |
| چینامکا        | ۱۳۰۰          | نامعلوم     |       |
| سانتا آنا      | ۲۳۸۱          | ۲۰۰۵        |       |
| سان سالوادور   | ۱۸۹۳          | ۱۹۱۷        |       |
| سان میگل       | ۲۱۳۰          | ۲۰۰۲        |       |
| سن ویسنته      | ۲۱۸۲          | نامعلوم     |       |
| کواتپکه        | ۷۴۶           | نامعلوم     |       |
| کونچاگوا       | ۱۲۲۵          | نامعلوم     |       |
| کونچاگوئیتا    | ۵۰۵           | ۱۸۹۲        |       |
| گواساپا        | ۱۴۳۸          | نامعلوم     |       |